# Asgar
Asgar är en ö i Eritrea. Den ligger i den nordöstra delen av landet, 140 km nordost om huvudstaden Asmara. Arean är 2,3 kvadratkilometer.
Terrängen på Asgar är mycket platt. Öns högsta punkt är 15 meter över havet. Den sträcker sig 2,0 kilometer i nord-sydlig riktning, och 1,5 kilometer i öst-västlig riktning.